# Chetone conjuncta
Chetone conjuncta là một loài bướm đêm thuộc phân họ Arctiinae, họ Erebidae.